# Gambrus canadensis
Gambrus canadensis är en stekelart som först beskrevs av Léon Abel Provancher 1875.  Gambrus canadensis ingår i släktet Gambrus och familjen brokparasitsteklar. Utöver nominatformen finns också underarten G. c. burkei.